# Os Donos do Jogo
Os Donos do Jogo é uma futura série de televisão brasileira produzida pela Netflix em parceria com a Paranoid tem previsão de estreia para novembro de 2025 no streaming. Dirigida por Heitor Dhalia, a trama acompanha a ascensão de Profeta, um aspirante a controlar o império do jogo ilegal na cidade.
Criada por Heitor Dhalia, Bernardo Barcellos e Bruno Passeri, o roteiro é assinado por Bernardo Barcellos, Mariana Torres, Luciana Pessanha, Rafael Spínola e Rosana Rodini. 
Conta com André Lamoglia, Chico Díaz, Giullia Buscacio, Juliana Paes, Mel Maia, Xamã, Adriano Garib, Stepan Nercessian e Bruno Mazzeo nos papéis principais.

## Enredo
No Rio de Janeiro, Profeta um jovem que busca ascender no império do jogo do bicho. A série explora a violência, a corrupção e a luta pelo poder entre os líderes da contravenção, mostrando os bastidores e as alianças necessárias para sobreviver no mundo do crime. Com uma narrativa recheada de intrigas e dilemas morais, a produção promete entregar uma experiência dramática e intensa, cheia de reviravoltas e personagens complexos.

## Elenco
- André Lamoglia - Profeta
- Giullia Buscacio - Susana
- Mel Maia - Mirna
- Xamã - Búfalo
- Juliana Paes
- Chico Díaz
- Adriano Garib
- Stepan Nercessian
- Bruno Mazzeo
- Dandara Mariana
- Roberto Pirillo
- Tuca Andrada
- Késia Estácio
- Henrique Barreira
- Breno de Filippo
- Ruan Aguiar
- Ronald Sotto
- Pedro Lamin
- Ágatha Marinho